# أشلي وليامز (لاعب كرة قدم)
أشلي وليامز (بالإنجليزية: Ashley Williams)‏ هو لاعب كرة قدم ليبيري في مركز حراسة المرمى، ولد في 30 أكتوبر 2000 في مقاطعة مونتسرادو في ليبيريا. لعب مع نادي مؤسسة سفينة ليبيريا للتسجيل.

## وصلات خارجية
- أشلي وليامز (لاعب كرة قدم) على موقع قاعدة بيانات كرة القدم.إي يو (الإنجليزية)
- أشلي وليامز (لاعب كرة قدم) على موقع ناشيونال فوتبول تيمز (الإنجليزية)
- أشلي وليامز (لاعب كرة قدم) على موقع Soccerway.com (الإنجليزية)
- أشلي وليامز (لاعب كرة قدم) على موقع عالم كرة القدم.نت (الإنجليزية)